# Cratere Odilia
Odilia  è un cratere sulla superficie di Venere.